# 31. Sinfonie (Mozart)
Die Sinfonie D-Dur Köchelverzeichnis 297, genannt Pariser Sinfonie, komponierte Wolfgang Amadeus Mozart 1778 in Paris. Nach der Alten Mozart-Ausgabe trägt die Sinfonie die Nummer 31.

## Allgemeines

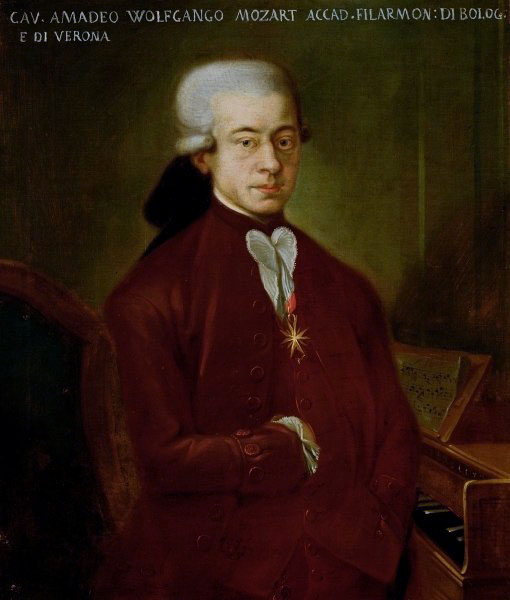
Mozart im Jahr 1777

Am 23. März 1778 kam Mozart mit seiner Mutter Anna Maria Mozart in Paris an, nachdem er seine Stellung in Salzburg gekündigt und in München, Augsburg und Mannheim vergeblich versucht hatte, eine Anstellung zu finden. Es war Mozarts dritter Aufenthalt in Paris.
Mozart bekam von Joseph Legros (manchmal auch Le Gros), dem Leiter des Concert spirituel, den Auftrag für eine Sinfonia concertante mit solistischer Bläserbesetzung. Diese sollte speziell für die vier Bläser des bekannten Mannheimer Orchesters komponiert werden, die mit Mozart von Mannheim nach Paris gereist waren. Mozart komponierte das Werk (Köchelverzeichnis 297B), zur Aufführung kam es aber aufgrund einer offensichtlichen Intrige nicht: Es wurde stattdessen eine Sinfonia concertante von Giovanni Giuseppe Cambini aufgeführt. Zur Wiedergutmachung erhielt Mozart einen neuen Auftrag von Legros: Er sollte eine große Sinfonie für das Concert spirituel schreiben. Mozart nahm an und spielte die fertige Sinfonie am 12. Juni 1778 zwei Bekannten in Paris am Klavier vor. Dazu schreibt er in einem Brief:

„Sie hat allen beeden überaus wohl gefallen. Ich bin auch sehr wohl damit zufrieden. Ob es aber gefällt, das weiß ich nicht, – und die Wahrzeit zu sagen, liegt mir sehr wenig daran; denn, wem wird sie nicht gefallen? Den wenigen gescheidten Franzosen, die da sind, stehe ich gut dafür, dass sie gefällt; den Dummen, – da sehe ich kein großes Unglück, wenn sie ihnen nicht gefällt. Ich habe aber doch Hoffnung, dass die Esel auch etwas darin finden, das ihnen gefallen kann; und dann habe ich ja den premier coup d’archet nicht verfehlt! – und das ist ja genug.“

Auch die Ur-Aufführung der Sinfonie am Fronleichnamstag (18. Juni 1778) wurde dann nach Mozarts Angaben ein Erfolg, nachdem die Proben unbefriedigend waren:

„Bey der Prob war es mir sehr bange, denn ich habe mein Lebtag nichts schlechteres gehört, Sie können sich nicht vorstellen, wie sie die Sinfonie 2 Mal nach einander herunter gehudelt und herunter gekratzt haben.“

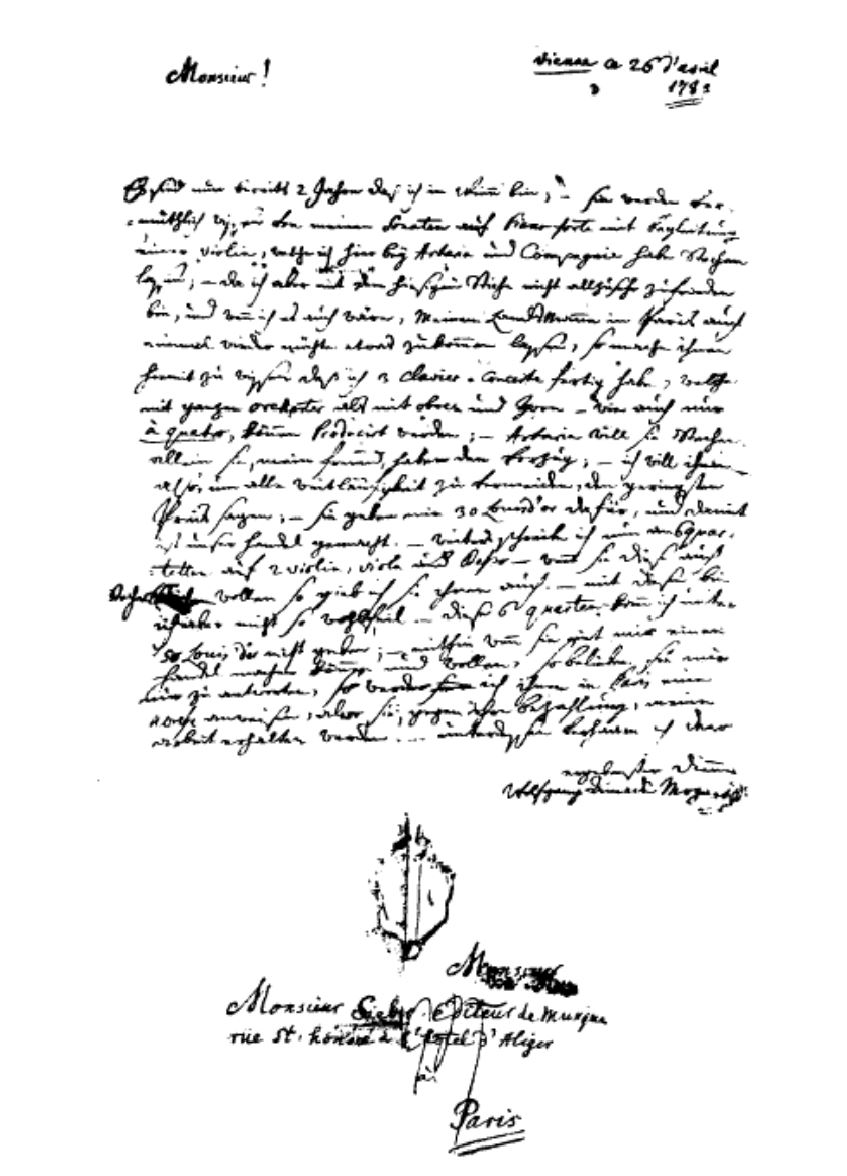
Persönlicher Brief von Wolfgang Amadeus Mozart an den Pariser Komponisten und Verleger Jean-Georges Sieber (1782)

Legros war von der Aufführung angetan und stellte Mozart den Auftrag für ein Oratorium in Aussicht (der sich erst später zerschlug), bat ihn aber zugleich, den zweiten Satz umzuändern: „[…] das Andante hat aber nicht das glück gehabt, ihn zufrieden zu stellen – er sagt es seye zu viell modulation darin – und zu lang […]“. Mozart war zwar anderer Meinung („es ist ganz natürlich – und kurz“), kam Legros jedoch entgegen und komponierte einen Alternativsatz: „[…] jedes in seiner art ist recht – denn es hat jedes einen anderen Caractére – das lezte gefällt mir aber noch besser.“ Mit dem Alternativsatz wurde die Sinfonie am 15. August 1778 wiederholt.
Obwohl beide langsamen Sätze erhalten sind, war es bisher nicht möglich, zu entscheiden, welcher davon früher entstanden ist. Nach herkömmlicher Ansicht ist der ursprünglich mit „Andantino“ überschriebene Satz im 6/8-Takt der frühere und der Satz im 3/4-Takt die Alternativfassung; Alan Tyson ist jedoch aufgrund von Papieranalysen anderer Ansicht. Die erste gedruckte Version erschien 1779 in Paris mit dem 3/4-Satz, im Jahr 1800 wurde dann erstmals die bis heute gebräuchliche Fassung mit dem 6/8-Satz veröffentlicht; der 3/4-Satz geriet in Vergessenheit, blieb von der Alten-Mozart-Ausgabe ausgeschlossen und war nur in einer Klavierfassung zugänglich. Die meisten Einspielungen enthalten den Satz im 6/8-Takt.
Nicht nur in der kompletten Änderung des zweiten Satzes zeigt sich, wie sehr Mozart versuchte, dem Pariser Publikum zu gefallen. Der erhoffte Sensationserfolg muss sehr wichtig gewesen sein, sonst hätte er nicht so oft und ausführlich darüber berichtet (und möglicherweise übertrieben). Fast auf jeder Seite des Autographs hat Mozart gestrichen, radiert und verbessert. Für die „dummen Esel“ bietet die Sinfonie neben viel Effekten (z. B. Fanfaren, Dreiklangsmelodik, virtuose Läufe) insbesondere im ersten und dritten Satz einfache und einprägsame Melodien, regelmäßig werden Abschnitte wiederholt. Gemäß der französischen Mode fehlt das Menuett.
Am 3. Juli 1778 starb Mozarts Mutter. Als Mozart von seinem Vater hörte, dass der Erzbischof von Salzburg, Hieronymus von Colloredo, gewillt war, ihn zu besseren Bedingungen wieder einzustellen, reiste er über Mannheim und München zurück. In einem Brief aus Paris erwähnt Mozart eine weitere Sinfonie, die jedoch bis heute nicht bekannt ist. Möglicherweise ging das Werk verloren, oder es handelt sich um eine Übertreibung (um dem Vater Erfolg zu vermelden).
In seiner Pariser Zeit hatte sich Mozart zudem mit dem dort ansässigen deutschstämmigen Komponisten und Verleger Jean-Georges Sieber eng angefreundet was später in Mozarts persönlichen Brief an Sieber von 1782 entsprechend belegt wird.

## Zur Musik
Besetzung: 2 Querflöten, 2 Oboen, 2 Klarinetten, 2 Fagotte, 2 Hörner, 2 Trompeten, Pauken, Violinen, Viola, Violoncello, Kontrabass. Das Werk ist Mozarts erste Sinfonie mit Klarinette. In zeitgenössischen Orchestern wurde wahrscheinlich auch ein Cembalo (sofern im Orchester vorhanden) als Generalbass-Instrument eingesetzt.
Aufführungszeit: ca. 15 bis 20 Minuten.
Bei den hier benutzten Begriffen der Sonatensatzform ist zu berücksichtigen, dass dieses Schema in der ersten Hälfte des 19. Jahrhunderts entworfen wurde (siehe dort) und von daher nur mit Einschränkungen auf die Sinfonie übertragen werden kann. – Die hier vorgenommene Beschreibung und Gliederung der Sätze ist als Vorschlag zu verstehen. Je nach Standpunkt sind auch andere Abgrenzungen und Deutungen möglich.

### Erster Satz: Allegro assai
Die Audiowiedergabe wird in deinem Browser nicht unterstützt. Du kannst die Audiodatei herunterladen.
D-Dur, 4/4-Takt, 295 Takte

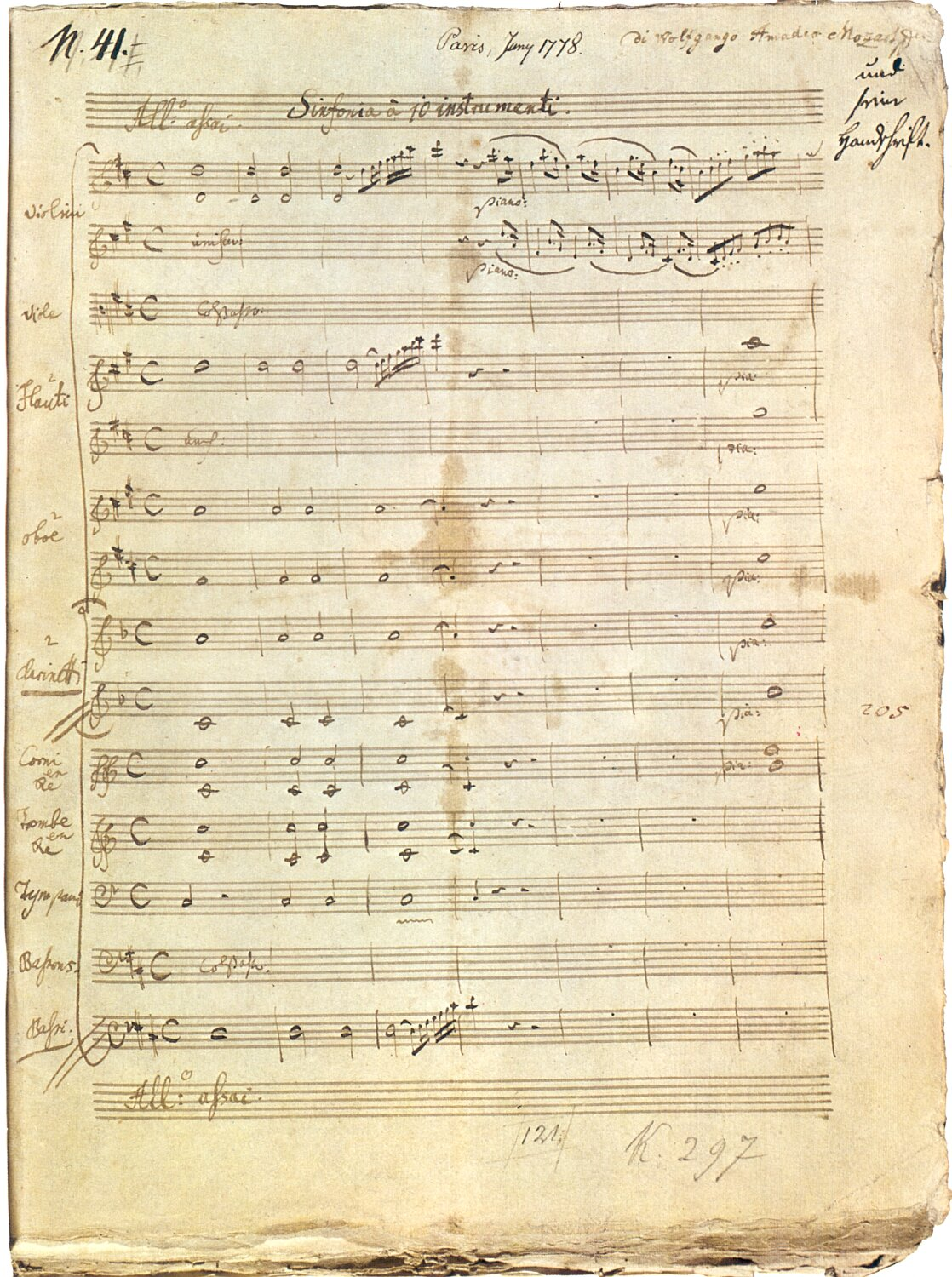
Allegro assai: Beginn im Manuskript

Der Satz beginnt mit dem bereits angesprochenen „coup d’archet“: Ein Unisono-Einsatz im Forte-Tutti auf vierfach wiederholtem D mit anschließendem Sechzehntel-Lauf aufwärts, dieser unterlegt vom Paukenwirbel. Nach zwei Viertelpausen folgt eine aus zweimal zwei Takten aufgebaute Figur der Violinen: zunächst absteigend, legato, punktierter Rhythmus, dann eine Staccato-Reihe in Achteln.
Dieses fanfarenartige Eröffnung („erstes Thema“) wird nun von Takt 9–18 wiederholt und geht dann nahtlos in den folgenden Abschnitt (Takt 19–26) über, der durch Oktavsprünge in den Violinen mit energischer Tonwiederholung, Tremolo und Dreiklangsmelodik gekennzeichnet ist. Nach kurzer Zäsur in Takt 26 setzt die 1. Violine mit einer neuen vorschlagsartigen Floskel piano ein, begleitet von den übrigen Streichern im Staccato. Der Hörer weiß zunächst noch nicht, ob diese Figur das zweite Thema darstellen soll oder sich dazu entwickeln wird. Nach kurzem Crescendo setzt in Takt 32 das ganze Orchester forte mit energischer Unisono-Tonwiederholung und der Vorschlags-Floskel im Bass ein, diese aber nun abwärts statt aufwärts. Aus der Floskel entwickelt sich in Takt 40 ein Dreiklangsmotiv auf A-Dur, das wiederholt wird (Takt 44–47 entsprechen Takt 40–43). Mit der Variante der fanfarenartigen Satzeröffnung, die nach A moduliert, endet der erste Hauptabschnitt des Satzes.
Nach einer Zäsur und kurzem Achtel-Tremoloteppich der Viola setzt in Takt 53 das „richtige“ zweite Thema ein, das die Vorschlagsfloskel von Takt 26 wieder wörtlich aufgreift, nun jedoch weiter führt und mit einem Einwurf von Klarinette und Fagott versieht. Mit ausgehaltenem Akkord der Hörner wird das insgesamt sechstaktige Thema wiederholt, anschließend spinnt Mozart das Material fort und führt nach der Wiederholung dieser Fortspinnung in Moll in den weit gefassten Schlussteil der Exposition. Dieser bringt zunächst in großer Klangmasse mit Tremolo durchführungsartig eine Modulation des ersten Themas mit versetztem Einsatz zwischen Flöten und Oboen einerseits sowie Fagott, Viola, Cello und Kontrabass andererseits (Takt 74–80), anschließend Dreiklangsmelodik und Tremolo. Der erwartete Zielakkord auf A in Takt 84 bleibt jedoch aus, stattdessen erfolgt erneut der Spannungsaufbau in den Streichern, der sich wieder in einem Ausbruch ab Takt 93 entlädt, wobei Takt 93 ff. eine Wiederholung von Takt 75 ff. darstellen. Nach diesem zweiten Durchlauf wird der Zielakkord A in Takt 105 erreicht und führt in einen Triolenabschnitt mit Dreiklangsmelodik und Tremolo, der wiederholt wird. Diese zweite Wiederholung mündet in ein Unisono auf A (Takt 119), das zum Wiederaufgreifen des ersten Themas führt. Damit beginnt nun auch die Durchführung.
Die Durchführung besteht zunächst aus dem kompletten Durchlauf des ersten Themas in der Dominante A-Dur, beim Ansatz der Wiederholung wechselt Mozart jedoch überraschend nach F-Dur, das sich in Takt 138 mit Einsatz eines dritten Themas etabliert. Dieses Thema (Takt 138–146) hat tänzerischen Charakter und tritt in den beiden Violinen mit zwei Takten Versatz auf. Im Folgenden klingt der tänzerischen Charakter aus, die Harmonie wechselt wieder zu A, und nach einem Crescendo mit pendelartiger Achtelfigur beginnt in Takt 164 bereits die Reprise. Die Durchführung ist somit recht kurz gehalten und enthält fast kein Material der Exposition (daher könnte man je nach Standpunkt auch von einem Überleitungsabschnitt sprechen).
Die Reprise beginnt zunächst wie die Exposition, allerdings wird das erste Thema zu Beginn der zweiten Wiederholung moduliert und – ähnlich Takt 75 ff. – im Einsatz versetzt (nun aber Klarinetten statt Flöten und Oboen). Die Piano-Vorstellung der Vorschlags-Floskel entfällt, sie setzt gleich im Forte-Tutti in Takt 194 (entsprechend Takt 32) ein. Der Schluss ist erweitert: Takt 257 ff. stellen eine Wiederholung von Takt 238 ff. dar (diese entsprechen Takt 84 ff.), wobei noch ein Crescendo in Tonika-Dominante-Wechsel zum zusätzlichen Spannungsaufbau eingebaut ist (Takt 263–269). Die Tonika D-Dur wird in Takt 276 erreicht und ist bis zum Schluss des Satzes vorherrschend. Nach wiederholter Tonika-Dominante-Melodik (Takt 280–283 entsprechen Takt 276–279), einer aufwärts (Takt 284 ff.) und in Triolen abwärts (Takt 288 ff.) gehenden Figur endet der Satz mit einem letzten Auftritt des Eröffnungsthemas.
Exposition und Durchführung mit Reprise werden nicht wiederholt. Michael Kontarsky meint, dass dies auch unnötig sei, „da die Themenbereiche klar getrennt erscheinen, beim Hören also bereits so eingängig sind, dass selbst ‚die Esel‘ sie verstehen müssen (…).“
Im Brief vom 3. Juli 1778 äußert sich Mozart (neben dem oben genannten premier coup d’archet) dazu, wie er versuchte, die Erwartungshaltung des Publikums zu erfüllen (möglicherweise bezieht sich Mozart hier auf den Abschnitt Takt 238 ff., der von Takt 257 an wiederholt wird):

„… mitten im Ersten Allegro, war eine Pasage die ich wohl wuste daß sie gefallen müste, alle zuhörer wurden davon hingerissen – und war ein grosses applaudißement – weil ich aber wuste, wie ich sie schriebe, was das für einen Effect machen würde, so brachte ich sie auf die letzt noch einmahl an – da giengs nun Da capo.“

### Zweiter Satz
Wahrscheinliche erste Fassung: Andante, urspr. Andantino

G-Dur, 6/8-Takt, 98 Takte, zweiteilige Form, Klarinetten, Trompeten und Pauken schweigen
Die Audiowiedergabe wird in deinem Browser nicht unterstützt. Du kannst die Audiodatei herunterladen.
Das Hauptthema besteht aus vier überwiegend sanglichen, zweitaktigen Motiven, die eine achttaktige Gruppe bilden und leicht variiert wiederholt werden. Neben Wechseln in der Lautstärke sind die Übergänge von Legato und Staccato auffällig. Der erste Durchlauf endet auf der Dominante D, der zweite schließt in der Tonika G. Von Takt 17–22 spielt die 1. Violine eine sangliche Melodie in der Tonika G-Dur, die am Ende nach A-Dur moduliert. Mit starkem Kontrast in der Klangfarbe folgt in Takt 23/24 eine aufsteigende Unisono-Bewegung im Forte und mit punktiertem Rhythmus, die von einem Motiv mit Chromatik im Piano „beantwortet“ wird (Takt 25–27). Beide Motive werden als Variante wiederholt (Takt 28–34). Es schließt sich ein weiteres Motiv („Schlussmotiv“) mit Forte-Einsatz an, wieder „beantwortet“ durch eine Floskel im Piano (Takt 35–37). Auch diese beiden Motive werden leicht variiert wiederholt (Takt 38–41) und beenden den ersten Hauptabschnitt.
Der zweite Hauptabschnitt besteht aus dem veränderten Ablauf des ersten. Das Hauptthema wird wie am Satzanfang gespielt, mit Beginn der sanglichen Melodie (Takt 59 ff.) treten dann aber harmonische Veränderungen auf (bspw. das Unisono-Motiv auf D statt auf A, das Chromatik-Motiv in G statt in D und bei der zweiten Wiederholung zudem in g-Moll). Auf das Schluss-Motiv folgt eine Coda mit dem weiteren Auftritt des Hauptthemas und einem Auslaufen in abwärts gehenden Staccato-Läufen sowie Vorhalten. Der Satz verhaucht im Pianissimo.
Wahrscheinliche zweite Fassung: Andante

G-Dur, 3/4-Takt, 58 Takte
Der Satz besteht aus mehreren, locker hintereinander gereihten und jeweils einmal wiederholten Motiven. Er ist überwiegend im Piano gehalten.
- Das erste Motiv (Takt 1–8) kann mit seinem Umfang von insgesamt acht Takten und der Struktur aus Vorder- und Nachsatz auch als (erstes) Thema angesehen werden. Es steht in der Tonika G-Dur und weist im zweiten Takt eine charakteristische Tonrepetition auf.
- Motiv 2 (Takt 8–12) ist wie die folgenden Motive zweitaktig und moduliert zur Doppeldominante A-Dur. Kennzeichnend sind die abwärts gehende Tonreihe mit Endschnörkel sowie die Sechzehntel-Tonwiederholung der begleitenden 2. Violine, wodurch ein schwebender Charakter entsteht.
- Motiv 3 (Takt 13–20) in der Dominante D-Dur liegt tiefer als Motiv 2 und hat einen punktierten Rhythmus, gebundene Achtelbewegung sowie einen ähnlichen Endschnörkel wie Motiv 2.
- Motiv 4 (Takt 20–24) besteht aus einer abwärts gehenden Sechzehntel-Figur mit D als Zielton.

Das Ende des ersten Abschnittes bildet eine sich aufschraubende Trillerfigur. Der Abschnitt endet in Takt 26 und wird wiederholt.
Als Mittelteil folgt ab Takt 27 eine Unisono-Figur im Forte, die über eine Triolenphrase mit kennzeichnender Dissonanz zwischen 1. und 2. Violine zwischen a-Moll und E-Dur pendelt. Eine kurze Trübung bringen Takt 34–36 mit Wechsel nach g-Moll.
Die „Reprise“ setzt ab Takt 37 mit Motiv 2 ein und ist bis auf kleine Erweiterungen (z. B. acht Trillerfiguren statt fünf am Abschnittsende) weitgehend ähnlich der „Exposition“ strukturiert. Der zweite Abschnitt wird nicht wiederholt.

### Dritter Satz: Allegro
D-Dur, 2/2-Takt (alla breve), 242 Takte
Die Audiowiedergabe wird in deinem Browser nicht unterstützt. Du kannst die Audiodatei herunterladen.
Den Satzanfang beschreibt Mozart im Brief vom 3. Juli 1778:

„Weil ich hörte, dass hier alle letzte Allegro, wie die ersten, mit allen Instrumenten zugleich, und meistens unisono anfangen, so fing ich mit den 2 Violinen allein piano nur acht Tact an, – darauf kam gleich ein Forte, mithin machten die Zuhörer (wie ichs erwartete) beym Piano sch! – dann kam gleich das Forte. – Sie das Forte hören und die Hände zu klatschen war Eins. Ich ging also gleich vor Freude nach der Sinfonie ins Palais Royal, nahm ein gutes Gefrornes, bat den Rosenkranz, den ich versprochen hatte, und ging nach Hause.“

Das „erste Thema“ könnte man von Takt 1–12 abgrenzen, bestehend aus einem „Vordersatz“ mit abgesetzter Melodie in der 1. Violine (die 2. Violine begleitet in Achtelläufen) und dem lärmenden Forte-Tutti als „Nachsatz“. Das Thema wird mit variiertem Vordersatz wiederholt, der Nachsatz geht dann nahtlos in den Überleitungsteil (Takt 25 ff.) über. Für diesen sind Dreiklangsmelodik, eine ständige Achtelbewegung in der 2. Violine und starke Intervallsprünge in der 1. Violine (über zwei Oktaven) charakteristisch. Ab Takt 33 stabilisiert sich die Doppeldominante E-Dur, die dominantisch zum Einsatz des zweiten Themas (Takt 45 ff.) in A-Dur wirkt.
Das zweite Thema besteht aus einer Quarte aufwärts in ganzen Noten, gefolgt von zwei Takten Achtelbewegung abwärts. Dieses insgesamt viertaktige Motiv tritt um zwei Takte versetzt zwischen den beiden Violinen auf. Zusätzliche Quintsprünge in Oboen, Hörnern und Fagotten (ohne den Achtellauf) täuschen den Anfang einer polyphonen Verflechtung vor.
Bis zum Schluss der Exposition folgen weitere Motive mit Dreiklangsmelodik, die wie im ersten Satz teilweise wiederholt werden (z. B. Takt 91/92 und 93/94). Kennzeichnend ist der Wechsel von virtuosen Piano-Achtelläufen der 1. Violine und Klangteppichen im Forte, bei Takt 65 ff. mit Wechsel nach Moll. Bemerkenswert sind zudem zwei Abschnitte mit einer Aufwärts-Sequenzierung (Takt 85 ff. gebrochene Dreiklänge in der 1. Violine, Takt 95 ff. mit Chromatik in den Streichern). Die Schlussgruppe mit ihrem Unisono-Achtellauf abwärts in den Streichern kann ab Takt 109 abgegrenzt werden. Die Exposition endet in Takt 116 mit Akkorden, sie wird nicht wiederholt.
In der Durchführung steigert sich das Motiv des zweiten Themas zum Fugato (Takt 117–150). An den 11 vollständigen Durchläufen sind die Streicher, Flöte, Oboen und Fagotte beteiligt. Zunächst piano, kommt es ab Takt 143 zu einem Forteausbruch im Wechsel von d-Moll und A-Dur. Ab Takt 151 folgt die Überleitung zur Reprise mit Akkordschlägen und Triller-Floskeln.
Die Reprise (Takt 159 ff.) ist ähnlich der Exposition strukturiert, weist aber einige Erweiterungen (z. B. Pendelfigur Takt 170–174) auf, während das zweite Thema ausgelassen wird (möglicherweise als Konsequenz davon, dass es in der Durchführung ausführlich behandelt wurde). Durchführung und Reprise werden wie die Exposition nicht wiederholt.